# "Weird Al" Yankovic: The Videos
"Weird Al" Yankovic: The Videos è una video compilation di 21 video di "Weird Al" Yankovic pubblicata nel 1998.

## Tracce

### Video
1. Ricky
2. I Love Rocky Road
3. Eat It
4. I Lost on Jeopardy
5. This Is the Life
6. Like a Surgeon
7. Dare to Be Stupid
8. One More Minute
9. Living with a Hernia
10. Christmas at Ground Zero
11. Fat
12. Money for Nothing/Beverly Hillbillies*
13. UHF
14. Smells Like Nirvana
15. You Don't Love Me Anymore
16. Jurassic Park
17. Bedrock Anthem
18. Headline News
19. Amish Paradise
20. Gump
21. Spy Hard
22. "Weird Al" Yankovic Corporate Anthem